# کهکشان ۱۱۴۹-جی‌دی۱
کهکشان ۱۱۴۹-جِی‌دی۱ (انگلیسی: MACS1149-JD1) یا (PCB2012 3020)، که با نام‌های «کهکشان مک ۱۱۴۹-جی‌دی» و «کهکشان MACS1149-JD1» نیز خوانده شده؛ (پروژه The MAssive Cluster Survey (MACS))، یکی از دورترین کهکشان‌های شناخته شده از زمین است. جابه‌جایی انتقال به سرخ حدود ۹٫۱۱ آن نشان می‌دهد که این کهکشان از زمین در حدود ۱۳٫۲۸ میلیارد سال نوری (۴٫۰۷ پارسک) فاصله دارد.